# Hersheypark
Koordinaten: 40° 17′ 17″ N, 76° 39′ 25″ W
Hersheypark ist ein amerikanischer Freizeitpark. Der 49 ha große Park befindet sich in Hershey, Pennsylvania, und wurde am 30. Mai 1906 eröffnet.

## Attraktionen

### Achterbahnen
| Name               | Typ                                     | Hersteller                     | Eröffnungsjahr |
| ------------------ | --------------------------------------- | ------------------------------ | -------------- |
| Candymonium        | Hyper Coaster                           | Bolliger & Mabillard           | 2020           |
| Cocoa Cruiser      | Familienachterbahn                      | Zamperla                       | 2014           |
| Comet              | Holzachterbahn                          | Philadelphia Toboggan Coasters | 1946           |
| Fahrenheit         | Stahlachterbahn mit Inversionen         | Intamin                        | 2008           |
| Great Bear         | Inverted Coaster                        | Bolliger & Mabillard           | 1998           |
| Laff Trakk         | Spinning Coaster, Dunkelachterbahn      | Maurer Rides                   | 2015           |
| Lightning Racer    | Duelling Roller Coaster, Holzachterbahn | Great Coasters International   | 2000           |
| Sidewinder         | Shuttle Coaster                         | Vekoma                         | 1991           |
| Skyrush            | Hyper Coaster                           | Intamin                        | 2012           |
| Sooperdooperlooper | Loopingachterbahn                       | Schwarzkopf                    | 1977           |
| Storm Runner       | Launched Coaster                        | Intamin                        | 2004           |
| Trailblazer        | Minenachterbahn                         | Arrow Dynamics                 | 1974           |
| Wild Mouse         | Wilde Maus                              | Mack Rides                     | 1999           |
| Wildcat's Revenge  | Hybrid Coaster                          | Rocky Mountain Construction    | 2023           |

#### Ehemalige Achterbahnen
| Name           | Typ               | Hersteller                     | Eröffnung | Schließung |
| -------------- | ----------------- | ------------------------------ | --------- | ---------- |
| Mini-Comet     | Kinderachterbahn  | B. A. Schiff & Associates      | 1974      | 1978       |
| Roller Soaker  | Suspended Coaster | Setpoint                       | 2002      | 2012       |
| Toboggan       | Stahlachterbahn   | Chance Rides                   | 1972      | 1977       |
| Wildcat (1923) | Holzachterbahn    | Philadelphia Toboggan Coasters | 1923      | 1945       |
| Wildcat (1996) | Holzachterbahn    | Great Coasters International   | 1996      | 2022       |